# NAPS team
NAPS team es una empresa  italiana de videojuegos  basado en Messina, Sicilia. Laborable mayoritariamente en la computadora doméstica y mercado de consola.

## Historia
La empresa fue fundada en Messina en 1993.
En los 90 ingresa en el mercado 16-bits Amiga.
En 2000, se lanzó Gekido, un juego de lucha de desplazamiento para PlayStation, lo que conducirá al lanzamiento de una secuela en 2002 para Game Boy Advance, que se titula Gekido Advance.
En 2016, la compañía comenzó a trabajar en el título Iron Wings,un simulador de vuelo ambientado en la Segunda Guerra Mundial y luego lanzado en 2017 primero en PC y luego para Xbox One.
En 2019 se anuncia Baldo, un videojuego de rol inspirado a la serie The Legend of Zelda, pero con el estilo gráfico inspirado en las películas animadas producidas por Studio Ghibli.

## Recepción
En 1996, Luchador de Sombra era ranked el 20.º juego mejor de todos los tiempos por Amiga Power.

## Videojuegos
Juegos desarrollados por NAPS:
- Luchador de sombra (Amiga, 1994, publicado por Gremlin Interactivo)
- Gekido: Luchadores urbanos (PlayStation, 2000, Gremlin Interactivos)
- Gekido Avance: Kintaro  Venganza (Avance de Game Boy, 2002)
- Rageball (2002)
- Brote (2002)
- Locura de fútbol (2003)
- Hierro silencioso (2003)
- Omega Agresión (2003)
- Flynig Escuadrón (2003)
- Tiro caliente (2003)
- Querido (2004)
- As de jet (2004)
- Brote (2005)
- Corriendo Fiebre (2005)
- SWAT Asedio (2006)
- WWI: Ases del Cielo (2006)
- WWII: Batalla Sobre El Pacific (2008)
- Agresión de francotirador (2006)
- Ojo muerto Jim (2007)
- Provinieron los Cielos (2007)
- Apache Longbow Agresión (2007)
- Operation Air Assault 2 (2007)
- Huelga de gemelo: Trueno de Operación (2008)
- Bootcamp Academia (2010)
- Caballero legendario (2015)
- Alas de hierro (Xbox Un, 2017)
- Gekido: Kintaro  Venganza (Cambio de Nintendo, PlayStation 4, 2018)
- Maria la Bruja (PC, 2016, Xbox Uno, 2017, Cambio de Nintendo, PlayStation 4, 2018)
- El Caballero y el Dragón (Cambio de Nintendo, 2019)
- Baldo (Cambio de Nintendo, PlayStation 4, Xbox Uno, PC, TBA)